# Аріпуана (річка)
Аріпуана (порт. Rio Aripuanã) — річка у Південній Америці, в центральній Бразилії, протікає територією штатів Мату-Гроссу та Амазонас — права притока річки Мадейри. Належить до водного басейну Амазонки → Атлантичного океану.

## Географія
Річка бере свій початок в штаті Мату-Гроссу, в муніципалітеті Жуїна, на височині Сьєрра-ду-Норті. Тече у північному напрямку, територією муніципалітетів Аріпуана, Колніза (штат Мату-Гроссу) та Нову-Аріпуана (штат Амазонас), між басейнами річок Журуєна — на сході, та Жипарана — на заході. У верхній течії русло річки переривається численними порогами та водоспадами. Впадає у річку Мадейру із правого берега, в районі міста Нову-Аріпуана.
Річка судноплавна на ділянці близько 212 км, від гирла до містечка Палмерінга. У паводок, вона може бути судноплавна до містечка Мата-Мата, на ділянці близько 300 км від гирла. Річку в районі цього містечка перетинає автомобільна магістраль «Трансамазоніка» (BR-230).
Річка Аріпуана має загальну довжину 870 км, а від витоку річки Рузвельт до гирла впадіння у Мадейру — близько 1100 км. Середньорічний стік води, у гирлі, становить 4100 м³/с. Опади у басейні річки і період повеней починаються в листопаді, піки припадають на березень — квітень, і закінчуються у травні. За результатами спостереження у населеному пункті Прайнга-Велга найбільша витрата води для басейну приблизно у 131000 км², що становить майже 90 % площі всього басейну, була в березні 1997 року і становила Error in Template:Nts: Fractions are not supported. Посуха почнається у червні і закінчується у жовтні, з мінімумом в період з вересня по жовтень. Найменша витрата води у річці Аріпуана була в жовтні 1998 року і становила 106 м³/с. Середньорічний стік води у населеному пункті Прайнга-Велга становить 3419 м³/с. Живлення переважно дощове.

## Населенні пункти
Найбільші населенні пункти на берегах річки: Аріпуана та Нову-Аріпуана.

## Притоки
Річка Аріпуана на своєму шляху приймає воду багатьох приток, найбільші із них (від витоку до гирла):
- Канаман (права притока, ~175 км)
- Бранко (Branco River, ліва, ~325 км)
- Пакутінга (права, ~125 км)
- Мараканан (права, ~210 км)
- Паксіуба (ліва, ~165 км)
- Ґуаріба (Guaribe River, ліва, ~560 км)
- Рузвельт (Roosevelt River, ліва, 760 км)
- Арасу (права, ~75 км)
- Арауа (Arauá River, права, ~134 км)
- Джума (Juma River, ліва)

## ГЕС
На річці розташовано ГЕС Дарданелос.

## Природа
У 2007 році в басейні річки Аріпуана був знайдений новий вид пекарі — гігантських пекарі (Pecari maximus). Це найбільший із пекарі, він сягає до 130 см у довжину, з вагою в 40 кг. У 2008 році було відкрито новий вид тапіра — карликовий тапір (Tapirus pygmaeus).